# Megachile papuae
Megachile papuae là một loài Hymenoptera trong họ Megachilidae. Loài này được Michener mô tả khoa học năm 1965.